# ۲۳۵ (میلادی)
۲۳۵ (میلادی) دویست و سی و پنجمین سال تقویم میلادی است.

## درگذشتگان
‎